# Kimochrysa africana
Kimochrysa africana är en insektsart som först beskrevs av Douglas E. Kimmins 1937.  Kimochrysa africana ingår i släktet Kimochrysa och familjen guldögonsländor. Inga underarter finns listade i Catalogue of Life.